# Mistrovství České republiky v atletice 2017
48. mistrovství České republiky v atletice 2017 se uskutečnilo ve dnech 9.–11. června 2017 na městském atletickém stadionu v Třinci a skok o tyči mužů na náměstí T.G.M. v Třinci.

## Medailisté

### Muži
| Soutěž                                  | Zlato                                       | Stříbro                                  | Bronz                                 |
| 100 m                                   | Zdeněk Stromšík 10,29                       | Pavel Maslák 10,30                       | Jan Veleba 10,38                      |
| 200 m                                   | Pavel Maslák 20,46                          | Jan Jirka 21,07                          | Jiří Kubeš 21,20                      |
| 400 m                                   | Patrik Šorm 46,33                           | Daniel Němeček 47,26                     | David César 47,48                     |
| 800 m                                   | Filip Šnejdr 1:53,02                        | Matěj Pavlíček 1:53,55                   | Adam Zenkl 1:54,17                    |
| 1500 m                                  | Filip Sasínek 3:43,51                       | Jan Kubista 3:50,25                      | Ondřej Chour 3:51,61                  |
| 5000 m                                  | Jakub Holuša 14:36,99                       | Jan Friš 14:38,55                        | Lukáš Olejníček 14:44,78              |
| 10000 m České Budějovice 27. 4. 2017    | Vít Pavlišta 30:16.45                       | Lukáš Olejníček 30:53.60                 | Pavel Dymák 30:57.46                  |
| Maratonský běh Praha 7. 5. 2017         | Petr Pechek 2:21:22                         | Vít Pavlišta 2:23:32                     | Vít Kohut 2:27:36                     |
| 110 m př.                               | Václav Sedlák 13,91                         | David Sklenář 14,21                      | Martin Pokorný 14,30                  |
| 400 m př.                               | Vít Müller 49,92                            | Martin Juránek 50,87                     | Václav Barák 51,35                    |
| 3000 m př.                              | Lukáš Olejníček 8:58,71                     | Jan Janů 9:00,39                         | Jáchym Kovář 9:11,57                  |
| 4 × 100 m                               | Král Povýšil Trafina Kolář 40,68            | Grabmüller Tlustý V.Svoboda Kadlec 40,93 | Svoboda Vlach Musil Kůta 42,85        |
| 4 × 400 m                               | Jirman Lukáš Hodboď Desenský Müller 3:12,15 | Vejražka Mach Tlustý Šnejdr 3:14,32      | Šnajdr Barák Růžička Chlopčík 3:15,34 |
| Skok do výšky                           | Jaroslav Bába 218 cm                        | Matyáš Dalecký 215 cm                    | Martin Heindl a Petr Pícha 211 cm     |
| Skok o tyči Třinec náměstí TGM 9.6.2017 | Jan Kudlička 560 cm                         | Michal Balner 555 cm                     | Lukáš Posekaný 507 cm                 |
| Skok daleký                             | Radek Juška 786 cm                          | Milan Pírek 746 cm                       | Jakub Bystroň 736 cm                  |
| Trojskok                                | Jiří Vondráček 15,75 m                      | Jiří Zeman 15,70 m                       | Tomáš Janeček 15,46 m                 |
| Vrh koulí                               | Tomáš Staněk 21,61 m                        | Ladislav Prášil 20,04 m                  | Matúš Olej 18,61 m                    |
| Hod diskem                              | Jan Marcell 59,59 m                         | Tomáš Voňavka 56,19 m                    | Jaromír Mazgal 55,72 m                |
| Hod kladivem                            | Miroslav Pavlíček 67,21 m                   | Petr Koucký 65,89 m                      | Adam Holeček 62,69 m                  |
| Hod oštěpem                             | Jakub Vadlejch 87,07 m                      | Jaroslav Jílek 78,98 m                   | Petr Frydrych 78,35 m                 |
| Desetiboj                               | Tomáš Pulíček 6932 bodů                     | Adam Hromčík 6882 bodů                   | Radoš Rykl 6775 bodů                  |
| 20 km chůze Poděbrady 8. 4. 2017        | Lukáš Gdula 1:31:49                         | Vít Hlaváč 1:33:18                       | Karel Ketner 1:36:11                  |
| 50 km chůze Dudince 25. 3. 2017         | Tomáš Hlavenka 4:37:16                      | nikdo                                    | nikdo                                 |

### Ženy
| Soutěž                               | Zlato                                                                   | Stříbro                                                              | Bronz                                                             |
| 100 m                                | Klára Seidlová 11,57                                                    | Nikola Bendová 11,61                                                 | Barbora Procházková 11,61                                         |
| 200 m                                | Nikola Bendová 23,38                                                    | Martina Hofmanová 23,65                                              | Klára Seidlová 23,66                                              |
| 400 m                                | Barbora Malíková 54,03                                                  | Tereza Petržilková 54,54                                             | Petra Muzikantová 55,41                                           |
| 800 m                                | Kateřina Hálová 2:08,81                                                 | Alena Ulrichová 2:09,33                                              | Vendula Hluchá 2:09,74                                            |
| 1500 m                               | Kristiina Sasínek Mäki 4:14.52                                          | Simona Vrzalová 4:16.76                                              | Lucie Sekanová 4:22.85                                            |
| 5000 m                               | Simona Vrzalová 16:45,54                                                | Lucie Maršánová 16:52,23                                             | Barbora Jíšová 17:03,61                                           |
| 10000 m České Budějovice 27. 4. 2017 | Moira Stewartová 34:26,11                                               | Barbora Jíšová 35:28,43                                              | Adéla Stránská 36:10,30                                           |
| Maratonský běh Praha 7. 5. 2016      | Petra Pastorová 2:46,34                                                 | Radka Churaňová 2:48,09                                              | Tereza Ďurdiaková 2:48,59                                         |
| 100 m př.                            | Kateřina Cachová 13,28                                                  | Lucie Koudelová 13,69                                                | Kateřina Dvořáková 13,80                                          |
| 400 m př.                            | Denisa Rosolová 56,55                                                   | Kateřina Ulrichová 59,30                                             | Lada Vondrová 59,45                                               |
| 3000 m př.                           | Eva Krchová 10:05,88                                                    | Barbora Jíšová 10:36,14                                              | Veronika Siebeltová 10:53,07                                      |
| 4 × 100 m                            | Lucie Domská Nicoleta Turnerová Martina Hofmanová Lucie Koudelová 45,63 | Marcela Pírková Pavlína Minářová Jana Novotná Kateřina Vávrová 45,86 | Veronika Janíčková Renata Procházková Edita Sklenská Mrňová 47,80 |
| 4 × 400 m                            | Veronika Meczlová Anna Suráková Jonášová Tereza Petržilková 3:43,72     | Novosadová Adéla Lorenčíková Dominika Antošová Slavíková 3:47,58     | Anna Výletová Holubářová Markéta Škaldová Edita Sklenská 3:48,54  |
| Skok do výšky                        | Michaela Hrubá 191 cm                                                   | Nikola Strachová 180 cm                                              | Kateřina Cachová 176 cm                                           |
| Skok o tyči                          | Romana Maláčová 450 cm                                                  | Amálie Švábíková 450 cm                                              | Jiřina Ptáčníková 430 cm                                          |
| Skok daleký                          | Eliška Klučinová 626 cm                                                 | Adéla Záhorová 615 cm                                                | Kateřina Hýsková 612 cm                                           |
| Trojskok                             | Lucie Májková 13,33                                                     | Šárka Buranská 12,94                                                 | Kateřina Líbalová 12,70                                           |
| Vrh koulí                            | Petra Klementová 15,48 m                                                | Gabriela Pallová 14,98 m                                             | Eliška Klučinová 14,41 m                                          |
| Hod diskem                           | Eliška Staňková 56,95 m                                                 | Zuzana Kubicová 48,80 m                                              | Barbora Tichá 48,28 m                                             |
| Hod kladivem                         | Kateřina Skypalová 64,43 m                                              | Kateřina Šafránková 62,95 m                                          | Tereza Králová 62,67 m                                            |
| Hod oštěpem                          | Barbora Špotáková 64,09 m                                               | Nikola Ogrodníková 60,08 m                                           | Nikol Tabačková 53,67 m                                           |
| Sedmiboj                             | Kateřina Cachová 6337 bodů                                              | Eliška Klučinová 6285 bodů                                           | Jana Novotná 5678 bodů                                            |
| 20 km chůze Poděbrady 8. 4. 2017     | Anežka Drahotová 1:33:18                                                | Hana Herberová 1:54:32                                               | Lenka Borovičková 1:55:37                                         |